# Piper albidistigmatum
Piper albidistigmatum är en pepparväxtart som beskrevs av C. Dc.. Piper albidistigmatum ingår i släktet Piper och familjen pepparväxter. Inga underarter finns listade i Catalogue of Life.